# Metasia inustalis
Metasia inustalis is een vlinder uit de familie van de grasmotten (Crambidae), uit de onderfamilie van de Spilomelinae. De wetenschappelijke naam van deze soort is voor het eerst voorgesteld door Émile Louis Ragonot in een publicatie uit 1894.
De soort komt voor in Turkije, Irak en Iran.